# Marcenkî, Dîkanka
Marcenkî (în ucraineană Марченки) este un sat în comuna Baleasne din raionul Dîkanka, regiunea Poltava, Ucraina.

## Demografie
Componența lingvistică a localității Marcenkî
     Ucraineană (93,9%)
     Maghiară (3,05%)
     Rusă (1,83%)
     Alte limbi (0,61%)
Conform recensământului din 2001, majoritatea populației localității Marcenkî era vorbitoare de ucraineană (93,9%), existând în minoritate și vorbitori de maghiară (3,05%) și rusă (1,83%).